# Donuca yorkensis
Donuca yorkensis là một loài bướm đêm trong họ Noctuidae.